# LIGA
LIGAとは、高アスペクト比（100:1オーダー）の微細構造を製作する微細加工である。
LIGAという呼称は、
フォトリソグラフィ (Lithographie)
電解めっき (Galvanoformung)

形成 (Abformung)

という各工程のドイツ語の頭文字に由来している。
1980年代初頭にカールスルーエ核開発研究所 (Institut für Kernverfahrenstechnik IKVT) のErwin Willy BeckerとWolfgang Ehrfeldのチームによってウラン濃縮のための圧力勾配で噴出するガスの遠心力を用いる流体素子の一種である同位体分離ノズルを製造するために開発された。
LIGAの主な特徴（X-線 LIGA）
- 100:1オーダーの高アスペクト比
- 側面壁の角度は89.95°
- 側面壁の表面粗さはRa=10 nm程度（光学ミラーとして使用できるレベル）
- 構造部の高さは数十 μmから数 mm程度
- 平面方向に数センチにわたってミクロンスケールの微細構造体を実現できる

LIGAは高アスペクト比の微細構造物を作成する要求に応える最初の主要な技術の一つである。MEMS素子の製造において重要な役割を担う。高輝度のX線を要するのでシンクロトロン放射光を使用する。 
今日では3種類の異なるLIGA技術がある。
- X-線 LIGA　
  - 概要：最初に開発されたLIGA技術。高価だが高精度で高アスペクト比を実現。できあがった金属三次元形状を金型として利用することで樹脂やセラミックの射出成型も行われる。
  - 製造：導電体基板にX線硬化ポリマーのフォトレジスト（一般にPMMA）を塗布し、シンクロトロン放射光（高エネルギーX線）照射でマスクパターンを転写する。レジスト除去によってできあがる三次元形状の除去されてできた凹部に金属を電着する。次に金属部以外も除去することで金属の三次元形状のみとなる。

- UV-LIGA　
  - 　X線LIGAに比べて実現可能な精度は低下するが、そこまでの高アスペクト比の不要な場合などに安価な方法として用いられる。
  - 　通常は水銀灯からの紫外線を使用する。またSU-8のような特殊なフォトレジストを使用。マスクにはシンプルなクロムマスクを使う。（X線LIGAでは高価なX線マスクが必要だが、光学マスクでは熱や透過率が問題にならないためクロムマスクで十分）

- シリコン-LIGA　シリコンの加工にDRIEを使用する。
  - 　サンディア国立研究所の研究者達が1990年代から2000年代初頭にかけて開発した。